# Champagnac, Charente-Maritime

Champagnac este o comună în departamentul Charente-Maritime, Franța. În 1 ianuarie 2022 avea o populație de 493 de locuitori.